# قرة تولكي عليا
قرة تولكي عليا (بالفارسية: قره‌تولکی علیا) هي قرية تقع في قسم ببه‌جيك (مقاطعة تشالدران) في إيران. يقدر عدد سكانها بـ 43 نسمة .